# Acheilognathus longibarbatus
Acheilognathus longibarbatus là loài cá nước ngọt thuộc họ Cá chép. Đây là loài đặc hữu của Lào và miền bắc Việt Nam. Loài này dài tối đa 9,2 cm.